# Marcel Fodor
Marcel William „Mike“ Fodor, gebürtig Marcel Vilmos Fodor, auch bekannt als M. W. Fodor (* 17. Januar 1890 in Budapest; † 1. Juli 1977 in Trostberg) war ein ungarisch-amerikanischer Journalist. Von 1920 bis 1938 war er Wiener und Mitteleuropakorrespondent des Manchester Guardian.

## Leben und Tätigkeit

### Herkunft, Ausbildung und Erster Weltkrieg
Fodor war ein Sohn des Industriellen Janos Fodor und seiner Ehefrau Berta, geb. Auspitz. Der Vater war donauschwäbischer Abstammung. Der ursprüngliche Familienname "Fischer" war im 19. Jahrhundert als "Fodor" ins Magyarische übersetzt worden. Janos Fodor besaß neben seinen industriellen Unternehmungen Zeitungen in Wien und Budapest. Die Mutter stammte aus einer wohlhabenden Bankiersfamilie.
Nach dem Schulbesuch studierte Fodor in Budapest und Berlin. 1911 erhielt er einen Abschluss als chemischer Ingenieur. Zu Beginn des Ersten Weltkriegs ging er, da er eine Kriegsteilnahme als Pazifist ablehnte, nach Großbritannien, wo er als Ingenieur arbeitete, bevor er als Angehöriger einer feindlichen Macht in einem Lager auf der Isle of Man interniert wurde.
Nach Kriegsende kehrte Fodor nach Budapest zurück. Während des kommunistischen Aufstandes, der Ungarn im Jahr 1919 erschütterte, wurden seine Eltern von kommunistischen Aufständischen als "Klassenfeinde" ermordet. Das Vermögen der Familie verfiel in den Kriegsjahren und den Nachkriegsjahren aufgrund der Verhältnisse dieser Zeit.

### Journalistische Laufbahn in den 1920er und 1930er Jahren
Zu Beginn der 1920er Jahre wandte Fodor sich dem Journalismus zu: Nachdem er gelegentliche Beiträge für den Manchester Guardian verfasst hatte, engagierte diese Zeitung ihn als ständigen Korrespondenten für den mitteleuropäischen Raum mit Sitz in Wien. Diese Tätigkeit sollte er bis Ende der 1930er Jahre ausüben.
Außer für den Guardian lieferte Fodor in den Jahren zwischen den beiden Weltkriegen auch zahlreiche Beiträge als Mitteleuropakorrespondent für diverse amerikanische Zeitungen und Zeitschriften wie New York Post, The Nation, The New Republic und American Mercury ab. Bei dieser Gelegenheit kamen ihm seine umfassenden Kenntnisse mehrerer der wichtigsten in diesem Gebiet gesprochenen Sprachen – Magyarisch, Deutsch, Französisch und Italienisch – sowie sein als "enzyklopädisch" beschriebenes Wissen über die Kultur und Geschichte dieser Region zupass.
Aufgrund seiner Unterstützung der Anstrengungen zahlreicher junger Journalisten, ihre Karrieren in Gang zu bringen, erwarb er sich zudem den Ruf eines Mentors vieler später bekannt gewordener Journalisten, darunter Dorothy Thompson, John Gunther, Frances Gunther, William Shirer, George Eric Rowe Gedye, H. R. Knickerbocker, Edgar Mowrer, Frederick Scheu und Robert Best.
1929 unternahm Fodor zusammen mit dem später als Senator für den Bundesstaat Arkansas bekannt gewordenen Amerikaner William Fulbright eine Reise quer durch den Balkan.
Den nationalsozialistischen Machthabern in Deutschland war Fodor spätestens seit 1934 verhasst: In diesem Jahr interviewte er in Österreich diverse Verwandte des österreichischstämmigen deutschen Diktators Adolf Hitler sowie andere Personen, die ihm aus seinen frühen Jahren nahe standen (z. B. die Hebamme, die ihn entbunden hatte und seinen Taufpaten), wodurch er – gegenüber der Öffentlichkeit im angelsächsischen Raum – zahlreiche Behauptungen der offiziellen nationalsozialistischen Propaganda bezüglich der Abstammung und frühen Lebensjahre Hitlers als Lügengebilde entlarven konnte. Auf diese Weise machte er zahlreiche für den deutschen Machthaber und sein System kompromittierende Informationen, wie die inzestuösen Verwandtschaftsverhältnisse, in denen verschiedene seiner Vorfahren zueinander standen, oder den Alkoholismus von Hitlers Vater bekannt.
Im März 1938 musste Fodor aufgrund der deutschen Annexion Österreichs mit seiner Familie aus Wien fliehen, um sich dem Zugriff der nationalsozialistischen Polizeiorgane zu entziehen. Über die Tschechoslowakei, wo er einige Monate als Sonderkorrespondent wirkte, Belgien und Frankreich gelangte er nach Großbritannien.

### Zweiter Weltkrieg und Nachkriegszeit
Von 1940 bis 1944 lebte Fodor in den Vereinigten Staaten, wo er als Professor am Illinois Institute of Technology im Fach social sciences unterrichtete und als Kolumnist für die Chicago Daily News schrieb. Außerdem hielt er während der Kriegsjahre zahlreiche Vorträge in verschiedenen amerikanischen Städten, in denen er die Bevölkerung über die Verhältnisse in Europa aufklärte. 1943 wurde er dort eingebürgert.
Nach Kriegsende kehrte Fodor nach Europa zurück. Bis 1955 war er für die auf Veranlassung der amerikanischen Besatzungsverwaltung in Deutschland gegründeten Neue Zeitung als Korrespondent tätig. Daneben fungierte er als Berater seines alten Freundes Fulbright, der inzwischen zum einflussreichen US-Senator aufgestiegen war, hinsichtlich der zweckmäßigsten Politik der Vereinigten Staaten gegenüber Europa und der Sowjetunion.
Von 1955 bis 1965 arbeitete Fodor als politischer Direktor (policy director) und Programmbewerter (program evaluator) für den europäischen Dienst der Voice of America.

## Familie
Fodor heiratete 1922 Marie Martha Roob. Aus der Ehe ging ein Sohn, Denis, hervor.

## Schriften
- Plot and Counterplot in Central Europe, Houghton Mifflin, 1937.
- South of Hitler, Houghton Mifflin Co, Boston 1939.
- The Revolution is On, Houghton Mifflin Co., 1940.
- The Russian Riddle, Chicago Sun Syndicate, 1942.